# 新谷寅三郎
新谷 寅三郎（しんたに とらさぶろう、1902年〈明治35年〉10月30日 – 1984年〈昭和59年〉12月16日）は、日本の政治家、官僚。郵政大臣、運輸大臣を歴任。

## 来歴・人物
新谷寅蔵の三男として、奈良県高市郡八木町（現・橿原市）で誕生。畝傍中学校（現・奈良県立畝傍高等学校）4年修了、1922年3月第一高等学校文科甲類、1925年東京帝国大学法学部政治学科を卒業。
逓信省に入省。灯台局長、海務院総務局長を経て、運輸通信省海運局長時代に東條英機首相から木造船の増産を命じられるも、「船釘を作る鉄が不足？ 隠匿物資を探して来い」式のむちゃな指示にたまりかね辞職する。
戦後の1945年、同期入省の松前重義の要請により、逓信院次長となる（総裁は松前）。その後同院総裁心得を経て、1947年第1回参議院議員通常選挙に無所属で全国区から立候補し当選する。以後7回連続当選を果たし、生涯参議院議員を務める。1950年からは奈良県選挙区から当選を重ねる。党派は緑風会 - 自由民主党に所属。

自民党では石井光次郎派に所属する。労働政務次官、参院内閣、地方行政、大蔵、予算各委員長を経て、1966年第1次佐藤第2次改造内閣で郵政大臣として初入閣する。1971年の参院議長選挙では、反重宗雄三グループ「桜会」の中心メンバーとして河野謙三議長実現に活躍した。
1972年第2次田中角栄内閣で運輸大臣。リニア中央新幹線の奈良経由に尽力した。その後は自民党党紀委員長、同両院議員総会長を務めた。
1974年11月の秋の叙勲で、勲三等から勲一等に叙され、旭日大綬章を受章する。
議員在職中の1984年12月16日、心不全のため大田区北千束の自宅で死去した。82歳没。同月21日、特旨を以て位二級を追陞され、死没日付をもって正四位から正三位に叙され、銀杯一組を賜った。哀悼演説は翌1985年1月25日、参議院本会議で藤田正明により行われた。
新谷の死去に伴う欠員補充の補欠選挙は1985年2月3日に執行され、新谷と同様に郵政大臣も務めた元衆議院議員でベテランの服部安司が鞍替え立候補、当選して自民の議席を継承した。

## 家族・親族
- 妻・茂子（1909年8月生 - 、子爵稲葉順通三女）
- 長男・尚（1929年11月 - ）
- 次男・孝（1932年8月 - ）
- 長女・康子（1935年4月 - ）
- 三男・淳（1938年5月 - ）

## その他
- 逓信省の入省同期には衆議院議員の荒木万寿夫（文部大臣）、有田喜一（文部大臣、経済企画庁長官）らがいる[7]。